# Alois Schlögl
Alois Schlögl (* 4. April 1893 in Pleinting, heute Ortsteil von Vilshofen an der Donau; † 27. September 1957 in München) war ein deutscher Landwirtschaftsfunktionär und Politiker. Er gehörte zu den Mitbegründern der CSU, war von 1946 bis 1957 Mitglied des Bayerischen Landtages und von 1948 bis 1954 Staatsminister für Ernährung, Landwirtschaft und Forsten. Schlögl ist auch Gründer des Bayerischen Landwirtschaftsverlages (BLV) und gab das Bayerische Landwirtschaftliche Wochenblatt heraus.

## Leben und Wirken
Alois Schlögl wurde als Sohn eines Kleinbauern geboren. Nach seinem Einsatz als Soldat im Ersten Weltkrieg von 1914 bis 1918 war Alois Schlögl ab 1920 zunächst als Journalist tätig. Außerdem studierte er in München und Erlangen Rechts- und Staatswissenschaften. 1923 promovierte er an der Universität Erlangen zum Dr. rer. pol. Das Thema seiner Dissertation lautete: „Die ländliche Siedlung und der Krieg“. Daneben begann er sich als Landwirtschaftsfunktionär zu betätigen. Bereits seit 1922 Vorsitzender des Christlichen Bauernvereins Passau, wurde er 1925 Direktor des Niederbayerischen Christlichen Bauernvereins in Landshut.
Zudem engagierte sich Schlögl politisch in der Bayerischen Volkspartei (BVP), für die er 1932 und 1933 auch im Bayerischen Landtag saß. Als nach der Machtergreifung Adolf Hitlers am 30. Januar 1933 auch die bayerische Regierung ausgeschaltet wurde, löste sich die nun jeglicher Aktionsmöglichkeiten beraubte BVP am 4. Juli 1933 auf. Schlögl wurde auf Veranlassung von Julius Streicher bereits am 13. Juni 1933 von der SA vor den Augen seiner Familie brutal zusammengeschlagen und für tot liegengelassen, ein Überfall, von dem er sich nicht wieder vollständig erholen konnte. In den Folgejahren arbeitete er noch für kirchliche Zeitungen und später auch als Steuerberater. Von 1941 bis 1945 war er erneut Soldat, musste aber nach dem Hitlerattentat im Juli 1944 untertauchen.
Schon kurz nach Ende des Zweiten Weltkriegs gehörte Schlögl 1945 zu den Mitbegründern der Christlich-Sozialen Union (CSU) und auch des Bayerischen Bauernverbandes, dessen erster Generalsekretär er bis 1948 war. Gleichzeitig wurde er auch wieder auf journalistischem Feld tätig. Im September 1945 beantragte er die Zulassung der Firma „Bayerischer Landwirtschaftsverlag (BLV)“, was im Januar 1946 mit der Lizenznummer US-E-126 genehmigt wurde. Noch im gleichen Monat erschien als erste Veröffentlichung des neuen Verlages das Bayerische Landwirtschaftliche Wochenblatt mit einer Startauflage von 53000 Exemplaren. Bereits am 1. Oktober 1946 wurde die Einzelfirma in die „Bayerische Landwirtschaftsverlags GmbH“ umgewandelt. Gesellschafter waren zunächst das Ehepaar Dr. Alois und Josefine Schlögl, ab 1948 auch der Verlagskaufmann Max Oesterreicher sowie ab März/April 1951 noch der Bayerische Bauernverband und der Bayerische Raiffeisenverband.
Auch politisch machte Schlögl rasch Karriere. 1945 und 1946 war er Mitglied des Vorläufigen Landesausschusses der CSU, dann von 1948 bis 1954 Mitglied des CSU-Landesvorstands. 1946 wurde er Mitglied des Bayerischen Beratenden Landesausschusses und der Verfassunggebenden Landesversammlung. Von 1946 bis zu seinem Tod 1957 war Schlögl Mitglied des Bayerischen Landtages (MdL) und wurde nach dem Übertritt Joseph Baumgartners zur Bayernpartei 1948 als dessen Nachfolger zum Staatsminister für Ernährung, Landwirtschaft und Forsten ernannt. Dieses Amt hatte er bis 1954 inne.
Daneben veröffentlichte Schlögl auch agrarpolitische und -historische Beiträge, deren Höhepunkt das umfangreiche Werk Bayerische Agrargeschichte. Die Entwicklung der Land- und Forstwirtschaft seit Beginn des 19. Jahrhunderts (1954) darstellte, das er zusammen mit anderen Autoren verfasste und im BLV herausbrachte.
Alois Schlögl starb im Alter von 64 Jahren.

## Grabstätte

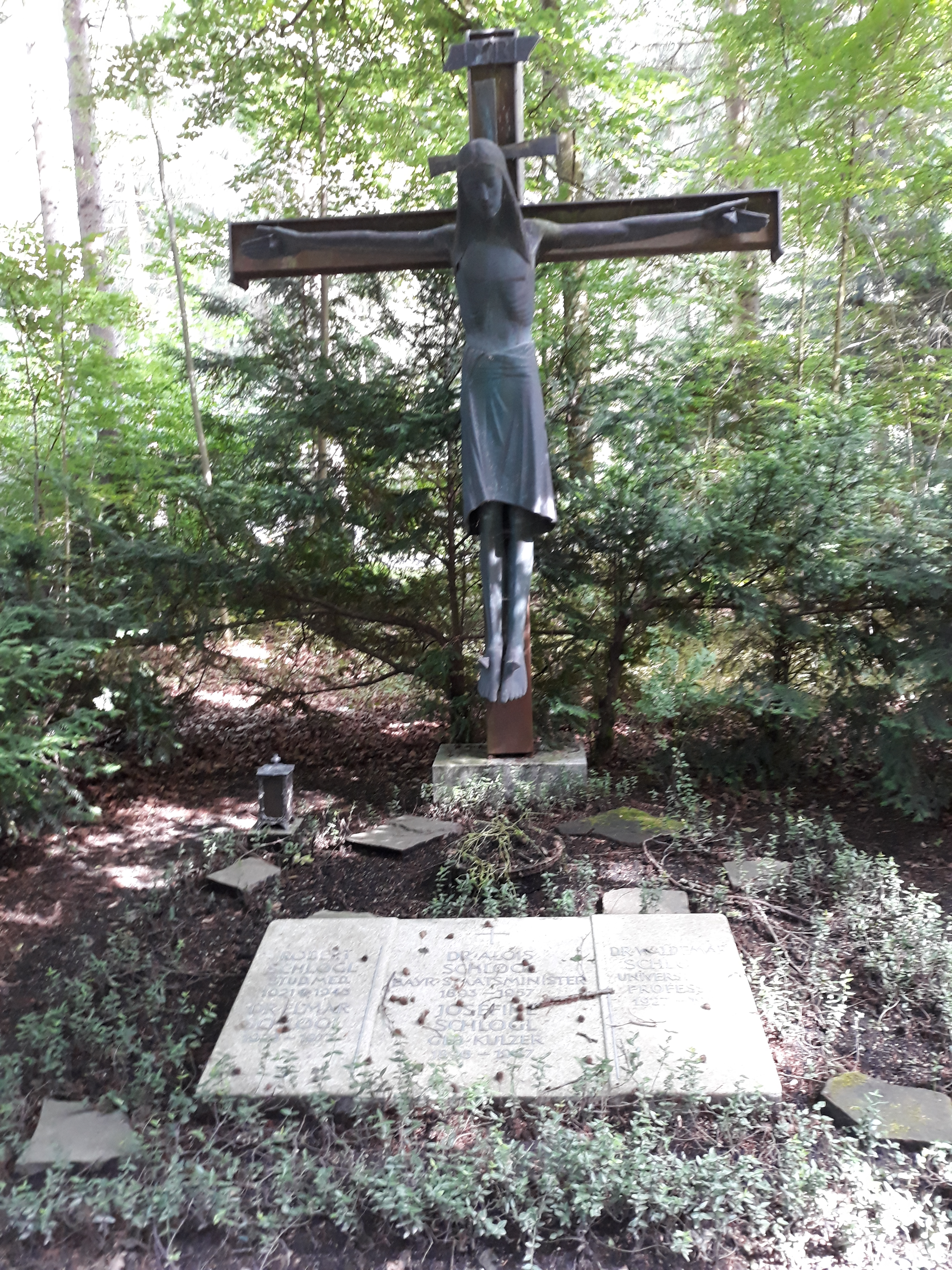
Grab von Alois Schlögl auf dem Münchner Waldfriedhof

Die Grabstätte von Alois Schlögl und seiner Ehefrau Josefine (geb. Kulzer) befindet sich auf dem Münchner Waldfriedhof  (Grabnr. 64-W-14).

## Familie
Alois Schlögl war der Vater des Ägyptologen und Schauspielers Hermann A. Schlögl und des Historikers Waldemar Schlögl.

## Ehrungen
Für seine zahlreichen Verdienste erhielt Alois Schlögl das Große Bundesverdienstkreuz mit Stern.
Die Orte Landau an der Isar, Rotthalmünster und Dornheim ernannten ihn zum Ehrenbürger.

## Namensgeber für Straßen
In Landau an der Isar ist der Dr.-Schlögl-Platz nach Alois Schlögl benannt, und in Krumbach, Rotthalmünster und Schwarzenau gibt es jeweils eine Dr.-Schlögl-Straße.

## Schriften

### Eigenständige Veröffentlichungen
- Die ländliche Siedlung und der Krieg, Dissertation, Erlangen, 1923
- Bayerischer Bauernverband – Entstehung und Geschichte, München 1947
- Agrarpolitik einst und jetzt, Landwirtschaftliches Jahrbuch für Bayern (Jahrgang 25, Heft 1), München 1948
- Der Weg der deutschen Landwirtschaft in die Zukunft, München 1956

### Herausgebertätigkeit
- Bayerische Agrargeschichte. Die Entwicklung der Land- und Forstwirtschaft seit Beginn des 19. Jahrhunderts, München 1954
- Bayerisches Landwirtschaftliches Wochenblatt, München 1946ff.